# Sven-Göran Eriksson
Sven-Göran Eriksson (wym. [svɛnˈjœː.ˌran ˈeːrɪk.ˌsɔn]ⓘ) (ur. 5 lutego 1948 w Sunne, zm. 26 sierpnia 2024 w Björkefors) – szwedzki trener piłkarski, a wcześniej piłkarz, występujący na pozycji prawego obrońcy. 
Jako zawodnik grał m.in. w szwedzkich drugoligowych klubach KB Karlskoga FF i Västra Frölunda IF. Po zakończeniu kariery piłkarskiej w 1975 roku rozpoczął pracę szkoleniowca. Z każdym z klubów, w którymi pracował, osiągał znaczące wyniki, począwszy od awansu do pierwszej ligi z Degerfors IF, przez Puchar UEFA z IFK Göteborg, a skończywszy na tytułach mistrza kraju z Benficą Lizbona oraz Lazio Rzym, z którym dodatkowo zdobył Puchar Zdobywców Pucharów i Superpuchar UEFA. 
Jest jednym z trzech szkoleniowców, wraz z Giovannim Trapattonim i Arsènem Wengerem, który prowadził drużynę w finałach trzech najważniejszych klubowych rozgrywek europejskich – o Puchar UEFA (trzykrotnie), Puchar Europy Mistrzów Klubowych i Puchar Zdobywców Pucharów. Od stycznia 2001 do czerwca 2006 roku był pierwszym w historii zagranicznym selekcjonerem reprezentacji Anglii. W ciągu pięciu lat pracy dwukrotnie doprowadził ją do ćwierćfinału mistrzostw świata i raz do ćwierćfinału mistrzostw Europy; za każdym razem jego podopieczni ulegali drużynom prowadzonym przez Luiza Felipe Scolariego. W czerwcu 2007 roku, po roku przerwy, Eriksson podpisał kontrakt z Manchesterem City. 
W 2008 roku został selekcjonerem reprezentacji narodowej Meksyku, którą prowadził przez 16 miesięcy. Został zwolniony za słabe wyniki w eliminacjach do Mistrzostw Świata 2010, a dokładnie po przegranej z Hondurasem 1:3. Następnie wrócił do Anglii i został dyrektorem sportowym klubu Notts County, występującego w angielskiej Football League Two (czwarty poziom rozgrywek piłkarskich). W marcu 2010 roku został trenerem reprezentacji Wybrzeża Kości Słoniowej, ale zrezygnował 25 czerwca po słabym występie drużyny na mistrzostwach świata w piłce nożnej w Południowej Afryce. Od 3 października 2010 do 25 października 2011 był trenerem angielskiego klubu Leicester City. W 2012 i w 2013 został dyrektorem technicznym klubów z Tajlandii i ze Zjednoczonych Emiratów Arabskich, zaś w okresie od 2013 do 2017 roku trenował trzy kluby z Chin. W latach 2018–2019 pełnił funkcję selekcjonera reprezentacji Filipin.

## Kariera piłkarska
Sven-Göran Eriksson jako piłkarz grał na pozycji prawego obrońcy. Seniorską karierę piłkarską rozpoczął jako szesnastolatek w barwach klubu Torsby IF, w którym rozegrał w sumie 109 meczów i strzelił ogółem 23 gole. Następnie w 1971 roku przeszedł do SK Sifhälla, w którym dorobił się 22 rozegranych meczów i 1 strzelonego gola, a w kolejnym roku do KB Karlskoga FF, gdzie zagrał 19 razy i zdobył 3 gole. W latach 1973–1975 reprezentował barwy drużyny Västra Frölunda IF, dla której rozegrał 50 meczów i strzelił 5 goli. W 1975 roku w wieku 27 lat zakończył karierę piłkarską z powodu kontuzji kolana.

## Kariera trenerska
- 1976 – Degerfors IF (asystent)
- 1977–1978 – Degerfors IF
- 1979–1982 – IFK Göteborg
- 1982–1984 – SL Benfica
- 1984–1987 – AS Roma
- 1987–1989 – ACF Fiorentina
- 1989–1992 – SL Benfica
- 1992–1997 – UC Sampdoria
- 1997−2001 – S.S. Lazio
- 2001–2006 – reprezentacja Anglii
- 2007–2008 – Manchester City
- 2008–2009 – reprezentacja Meksyku
- 2009–2010 – Notts County (dyrektor sportowy)
- 2010 – reprezentacja Wybrzeża Kości Słoniowej
- 2010–2011 – Leicester City
- 2012 – BEC Tero Sasana FC (dyrektor techniczny)
- 2013 – Al-Nasr Dubaj (dyrektor techniczny)
- 2013–2014 – Guangzhou R&F
- 2014–2016 – Shanghai SIPG
- 2016–2017 – Shenzhen FC
- 2018–2019 – reprezentacja Filipin

### Szwecja
Pracę szkoleniową zaczynał jako asystent (1976) i pierwszy trener (1977–1978) w Degerfors IF. Ze swoją drużyną szybko awansował do pierwszej ligi szwedzkiej. 1 stycznia 1979 roku został trenerem jednego z najbardziej utytułowanych klubów w Szwecji, IFK Göteborg. Młody szkoleniowiec w ciągu trzech lat zdobył z nim dwukrotnie mistrzostwo kraju, raz Puchar kraju, a w 1982 roku po zwycięstwie w dwumeczu (1:0 i 3:0) nad Hamburgerem SV świętował pierwsze w historii szwedzkiego futbolu trofeum międzynarodowe – Puchar UEFA. 31 sierpnia 1982 roku zakończył pracę trenera w IFK Göteborg w związku z przejściem do Benfiki Lizbona.

### Portugalia
Kilka tygodni po triumfie z IFK Göteborg Eriksson otrzymał propozycję pracy w Benfice Lizbona. Szwed miał dwa okresy w charakterze szkoleniowca w Benfice: pierwszy w latach 1982–1984 i drugi w latach 1989–1992. Poprowadził zespół z Lizbony do tytułu mistrza kraju w sezonie 1982/1983, zdobywając w nim również Puchar Portugalii. W 1983 roku poprowadził także Benficę do finału Pucharu UEFA, w którym przegrała w dwumeczu z RSC Anderlechtem. W sezonie 1983/1984 ponownie zdobył z Benficą mistrzostwo kraju. Po swoim powrocie do drużyny ze stolicy Portugalii w 1989 roku, rok później dotarł z nią do finału Pucharu Europy Mistrzów Klubowych, w którym uległ 0:1 Milanowi. W sezonie 1990/1991 po raz trzeci i ostatni został z Benficą mistrzem Portugalii.
Podczas swoich dwóch okresów pracy w Benfice Eriksson wprowadził do gry tego klubu faworyzującą atak taktykę oraz otworzył drzwi klubu wielu szwedzkim piłkarzom; wśród rodaków Erikssona grających pod jego wodzą w Benfice byli m.in. Glenn Strömberg, Mats Magnusson, Jonas Thern i Stefan Schwarz.

### Włochy
W 1984 roku o Erikssona upomniała się włoska Serie A. Początkowo, od 1 lipca 1984 do 6 maja 1987 roku, pracował jako trener w AS Roma, którą, ze Zbigniewem Bońkiem w składzie, doprowadził do zwycięstwa w Pucharze Włoch w sezonie 1985/1986. W okresie od 1 lipca 1987 do 30 czerwca 1989 roku był szkoleniowcem ACF Fiorentiny, następnie od 1 lipca 1992 do 30 czerwca 1997 roku prowadził Sampdorię Genua, po czym w okresie od 1 lipca 1997 do 8 stycznia 2001 roku pełnił funkcję trenera Lazio Rzym. Z Sampdorią w sezonie 1993/1994 wywalczył Puchar Włoch. 
Drużynę z tzw. niebieskiej połowy stolicy Włoch, w której nie brakowało indywidualności piłkarskich (m.in. Siniša Mihajlović, Alessandro Nesta, Fernando Couto, Pavel Nedvěd, Dejan Stanković, Marcelo Salas, Christian Vieri, Roberto Mancini i Matías Almeyda) Eriksson nauczył zespołowości i pracowitości. Jego podopieczni w 1998 roku zdobyli Puchar i Superpuchar Włoch, w 1999 roku wywalczyli Puchar Zdobywców Pucharów i Superpuchar UEFA, zaś w 2000 roku sięgnęli po mistrzostwo i Puchar kraju.

### Anglia

#### Reprezentacja
Po tym jak 7 października 2000 roku selekcjoner reprezentacji Anglii Kevin Keegan podał się do dymisji po porażce 0:1 z Niemcami w meczu eliminacyjnym Mistrzostw Świata 2002 (zarazem ostatnim w historii meczu rozegranym na starym Stadionie Wembley), Sven-Göran Eriksson 31 października 2000 został wskazany przez The Football Association jako następca Keegana. 9 stycznia 2001 roku Eriksson zrezygnował z pracy w Lazio i, mimo że jego kontrakt na stanowisku selekcjonera angielskiej drużyny narodowej oficjalnie zaczął obowiązywać 1 lipca, to jego faktyczny debiut trenerski nastąpił 28 lutego 2001 roku w wygranym przez Anglię 3:0 meczu towarzyskim z Hiszpanią. Został tym samym pierwszym w historii zagranicznym selekcjonerem reprezentacji Anglii.
W eliminacjach do Mistrzostw Świata 2002 prowadzony przez Erikssona zespół 1 września 2001 roku wygrał 5:1 z Niemcami w Monachium – była to druga w historii porażka Niemiec w meczu eliminacyjnym światowego czempionatu rozgrywanym na własnym terenie. Przed przyjściem Szweda Anglicy zajmowali przedostatnie miejsce w grupie. Ostatecznie eliminacje skończyli na pierwszym.
Eriksson znacznie odmłodził drużynę. Na mundialu w 2002 roku średnia wieku angielskich piłkarzy wynosiła 26 lat. Wprowadził do reprezentacji Johna Terry’ego, Franka Lamparda, Paula Robinsona, Wayne’a Rooneya i Joego Cole’a. Na trzech turniejach, do których awansował z Anglią Eriksson, zespół docierał do ćwierćfinału. Najpierw uległ 1:2 przyszłemu mistrzowi – Brazylii, a na dwóch kolejnych turniejach, tj. na Mistrzostwach Europy 2004 i Mistrzostwach Świata 2006 po rzutach karnych Portugalii.
Mimo że angielscy dziennikarze często krytykowali wiele pomysłów szwedzkiego trenera (powierzenie opaski kapitańskiej Davidowi Beckhamowi, brak dyscypliny w drużynie) i bardziej aniżeli pracą trenerską zajmowali się jego życiem prywatnym, to za selekcjonerskiej kadencji Erikssona Anglia powróciła do światowej czołówki, osiągając bardzo przyzwoite wyniki w mistrzostwach świata i Europy.
Po Mistrzostwach Świata 2006 odszedł ze stanowiska trenera kadry Anglii na dwa lata przed końcem kontraktu, przekazując je swojemu asystentowi Steve’owi McClarenowi. Sam przez ponad rok pozostawał bez pracy (w tym czasie odrzucił m.in. propozycję prowadzenia reprezentacji Południowej Afryki), dopóki w lipcu 2007 roku nie został szkoleniowcem Manchesteru City.

#### Kluby
6 lipca 2007 roku podpisał trzyletni kontrakt z Manchesterem City. W kwietniu 2008 roku właściciel Manchesteru City Thaksin Shinawatra ogłosił, że latem tego roku Szwed straci stanowisko trenera klubu z powodu „lawiny słabych wyników” (pod wodzą Erikssona City zajęło 9. miejsce w sezonie 2007/2008 Premier League). Decyzja Shinawatry okazała się niepopularna zarówno wśród piłkarzy, jak i fanów City, których tysiące podpisało petycję na poparcie Erikssona. Ostatecznie 2 czerwca 2008 roku Manchester City rozstał się z Erikssonem. 
22 lipca 2009 roku został dyrektorem sportowym występującego w Football League Two klubu Notts County, jednak 11 lutego 2010 roku zrezygnował z tej posady w następstwie zmiany właściciela klubu.
3 października 2010 roku Eriksson zastąpił Paula Sousę na stanowisku trenera Leicester City, wiążąc się z tym klubem dwuletnim kontraktem. 25 października 2011 roku Szwed rozstał się z Leicester City przed końcem kontraktu za obopólną zgodą.
Przez lata marzeniem Erikssona było zostanie trenerem klubu Liverpool F.C.. W swoisty sposób spełnił je, prowadząc zespół z Liverpoolu w rozegranym 23 marca 2024 roku meczu legend na stadionie Anfield. W meczu tym drużyna legend Liverpoolu F.C., w której składzie byli m.in. Steven Gerrard, Grégory Vignal, Nabil El Zhar, Djibril Cissé i Fernando Torres, pokonała drużynę legend Ajaxu Amsterdam 4:2.

### Meksyk
3 czerwca 2008 roku podpisał kontrakt na prowadzenie reprezentacji Meksyku, zastępując na stanowisku selekcjonera meksykańskiej drużyny narodowej Hugo Sáncheza. Drużynę Meksyku prowadził do 2 kwietnia 2009 roku, kiedy to został zwolniony po porażce 1:3 z Hondurasem, gdy po siedmiu rozegranych spotkaniach eliminacji Mistrzostw Świata 2010 Meksyk miał na koncie tylko jedno zwycięstwo.

### Wybrzeże Kości Słoniowej
Od 28 marca 2010 roku prowadził reprezentację Wybrzeża Kości Słoniowej. Na stanowisku selekcjonera zastąpił Vahida Halilhodžicia. Zrezygnował z prowadzenia drużyny 25 czerwca 2010 roku po tym, jak odpadła w fazie grupowej mistrzostw świata w piłce nożnej w Południowej Afryce.

### Azjatyckie kluby piłkarskie
We wrześniu 2012 roku Eriksson został dyrektorem technicznym tajskiego klubu BEC Tero Sasana, zaś 21 stycznia 2013 roku taką samą funkcję objął w klubie Al-Nasr Dubaj ze Zjednoczonych Emiratów Arabskich.
4 czerwca 2013 roku objął posadę trenera chińskiego klubu Guangzhou R&F. Kontrakt z tym klubem kończył się Erikssonowi w grudniu 2014 roku, jednak już wcześniej, 18 listopada 2014 roku Szwed został trenerem Shanghai SIPG. Eriksson w swoim debiutanckim sezonie poprowadził drużynę z Szanghaju do 2. miejsca w Chinese Super League i zakwalifikował się z nią do Ligi Mistrzów AFC Elite. W kolejnym sezonie dotarł z nią do 3. miejsca w CSL i ćwierćfinału rozgrywek kontynentalnych, lecz zarząd Shanghai SIPG uznał te wyniki za niewystarczające i 4 listopada 2016 roku zatrudnił na miejsce Szweda André Villasa-Boasa.
5 grudnia 2016 roku objął stanowisko trenera w klubie Shenzhen FC występującym w China League One. 14 czerwca 2017 roku został zwolniony ze stanowiska z powodu serii ośmiu meczów bez zwycięstwa.

### Filipiny
27 października 2018 roku objął funkcję selekcjonera reprezentacji Filipin, z którą związał się półrocznym kontraktem. Pod jego kierownictwem Filipiny w 2018 roku dotarły do czwartego w swojej historii półfinału mistrzostw ASEAN (AFF Suzuki Cup), najważniejszego turnieju piłkarskiego w Azji Południowo-Wschodniej, w którym przegrały z późniejszym mistrzem, Wietnamem. W Pucharze Azji 2019 prowadzona przez Erikssona drużyna nie wyszła z grupy, przegrywając wszystkie trzy mecze. Po zakończeniu przez Filipiny udziału w Pucharze, 25 stycznia 2019 roku Eriksson zakończył pracę selekcjonera drużyny narodowej tego kraju.

## Sukcesy szkoleniowe
- mistrzostwo Szwecji 1981 i 1982, Puchar Szwecji 1979 oraz Puchar UEFA 1982 z IFK Göteborg;
- mistrzostwo Portugalii 1983, 1984 i 1991, Puchar Portugalii 1983, finał Pucharu UEFA 1983 oraz finał Pucharu Europy Mistrzów Klubowych 1990 z Benficą Lizbona;
- Puchar Włoch 1986 z AS Romą;
- Puchar Włoch 1994 z Sampdorią Genua;
- mistrzostwo Włoch 2000, Puchar Włoch 2000, wicemistrzostwo Włoch 1999, Puchar Włoch 1998, Superpuchar Włoch 1998, finał Pucharu UEFA 1998, Puchar Zdobywców Pucharów 1999 oraz Superpuchar Europy 1999 z Lazio Rzym;
- ćwierćfinały Mistrzostw Świata 2002 i Mistrzostw Świata 2006 oraz Mistrzostw Europy 2004 z reprezentacją Anglii.

## Życie prywatne
W latach 1977–1994 był żonaty z Ann-Christine Pettersson. Para doczekała się dwojga dzieci: syna Johana (ur. 1979) i córki Liny (ur. 1987).

### Choroba i śmierć
W styczniu 2024 roku u Svena-Görana Erikssona zdiagnozowano nieuleczalną odmianę raka trzustki. 23 sierpnia 2024 roku na platformie Amazon Prime pojawił się poświęcony życiu i chorobie Erikssona film dokumentalny Sven, w którego ostatniej scenie trener pożegnał się z szeroko pojętym światem piłki nożnej. Zmarł trzy dni później w wieku 76 lat w swoim domu w Björkefors niedaleko Sunne. Uroczystości pogrzebowe Erikssona odbyły się 13 września 2024 w kościele Fryksände w Torsby, a wśród uczestników tego wydarzenia byli m.in. David Beckham, Kim Källström, Thomas Nordahl, Tord Grip i Andrea Möllerberg, sekretarz generalny Szwedzkiego Związku Piłkarskiego.